# Temístocles Montás
Juan Temístocles Montás Domínguez (San Cristóbal, Provincia de San Cristóbal; 6 de mayo de 1950) es un ingeniero, economista y político dominicano. Fue Presidente interino del Partido de la Liberación Dominicana (PLD). Ha desempeñado varias funciones dentro de los gobiernos liderados por el Partido de la Liberación Dominicana, uno de los principales partidos de oposición en República Dominicana.
Ha sido legislador y desempeñó importantes cargos dentro de la administración pública de República Dominicana, ocupando las posiciones de administrador general de la Corporación Dominicana de Electricidad, hoy en día Corporación Dominicana de Empresas Eléctricas Estatales, secretario técnico de la Presidencia, ministro de Economía, Planificación y Desarrollo y ministro de Industria, Comercio y Mipymes. 
A raíz del escándalo del caso Odebrecht, fue mencionado e investigado en el Caso Odebrecht en el año 2017, sin embargo, el ministerio público no pudo sustentar acusación o vinculación en su contra y el caso fue archivado provisionalmente y luego definitivo.

## Vida privada
Montás proviene de una reconocida familia de la provincia de San Cristóbal. Está casado con Carmen Artero, con la cual ha procreado tres hijos, Alfonso Temístocles, Raquel Indhira y Juan Carlos.

## Trayectoria política y vida pública
Fue elegido miembro del primer Comité Central del Partido de la Liberación Dominicana en el año 1973. Fue discípulo cercano del fenecido líder de ese partido, el profesor Juan Bosch. Ocupó los cargos de vicesecretario de formación política, coordinador de los organismos especiales, secretario de los organismos especiales, secretario de prensa, secretario de Relaciones Internacionales y actualmente es el vicepresidente de dicha organización política. En el año 1990 fue elegido, junto con Leonel Fernández y Danilo Medina, miembro del Comité Político.
Ha sido desde el año 1990, el coordinador de los equipos técnicos que han preparado los Programas de Gobierno del Partido de la Liberación Dominicana. Asumió la dirección de estrategia de las campañas electorales de los años 1996, 2000, 2004 y 2008 en las que el Partido de la Liberación Dominicana, con excepción del año 2000, resultó vencedor de los comicios celebrados en ese país.
</ref>
Se desempeñó como diputado al Congreso Nacional por el Partido de la Liberación Dominicana (PLD) para el periodo 1986-1990. En el año 1994 a raíz de la crisis política en la República Dominicana, fue un actor del denominado "Pacto por la Democracia", uno de los acuerdos más trascendentales de la historia democrática moderna. Redactó junto a Danilo Medina por Partido de la Liberación Dominicana, el documento que entre otras cosas impuso la no reelección presidencial. Luego que el profesor Juan Bosch decidiera no presentarse a las eleccciones presidenciales del año 1996, estructuró junto a Danilo Medina  el proyecto político dentro del partido que más tarde dio lugar a Leonel Fernández como candidato a la Presidencia de la República Dominicana, resultando elegido ganador en los comicios celebrados en ese año.
Desempeñó las funciones de asesor económico de la Cámara de Diputados de la República Dominicana, administrador general de la Corporación Dominicana de Electricidad (CDE) desde el año 1996 al 1998; allí fue ampliamente criticado luego de haber afirmado durante la campaña electoral que la solución al problema de las interrupciones en el servicio eléctrico se resolvería en cuestión de meses una vez asumieran el poder. En el año 1998 fue designado secretario técnico de la Presidencia hasta el año 2000, desempeñando un papel protagónico en el área económica y financiera.
En agosto del año 2004 fue designado, por segunda vez, secretario técnico de la Presidencia durante el nuevo gobierno del Partido de la Liberación Dominicana bajo el mandato del entonces presidente Leonel Fernández, encabezó el equipo del Gobierno dominicano que negoció los acuerdos de reestructuración de la deuda dominicana ante sus acreedores, como el Club de París y la banca privada durante el año 2005, lo que le permitió a la República Dominicana extender los plazos de vencimiento de su deuda y dirimir sus pagos a largo plazo, en momentos en que la República Dominicana enfrentaba la secuela de la mayor crisis económica y financiera de toda su historia surgida en el año 2003.
Desde las posiciones públicas que ha asumido, ha jugado un rol importante en la elaboración de políticas públicas orientadas a garantizar el desarrollo económico y social de la República Dominicana. Con la promulgación de la Ley n.º 496-06 que crea el órgano rector del sistema de planificación e inversión pública de la República Dominicana, es designado por el Poder Ejecutivo como Secretario de Estado de Economía, Planificación y Desarrollo, hoy día Ministerio, sustituyendo al antiguo Secretariado Técnico de la Presidencia.

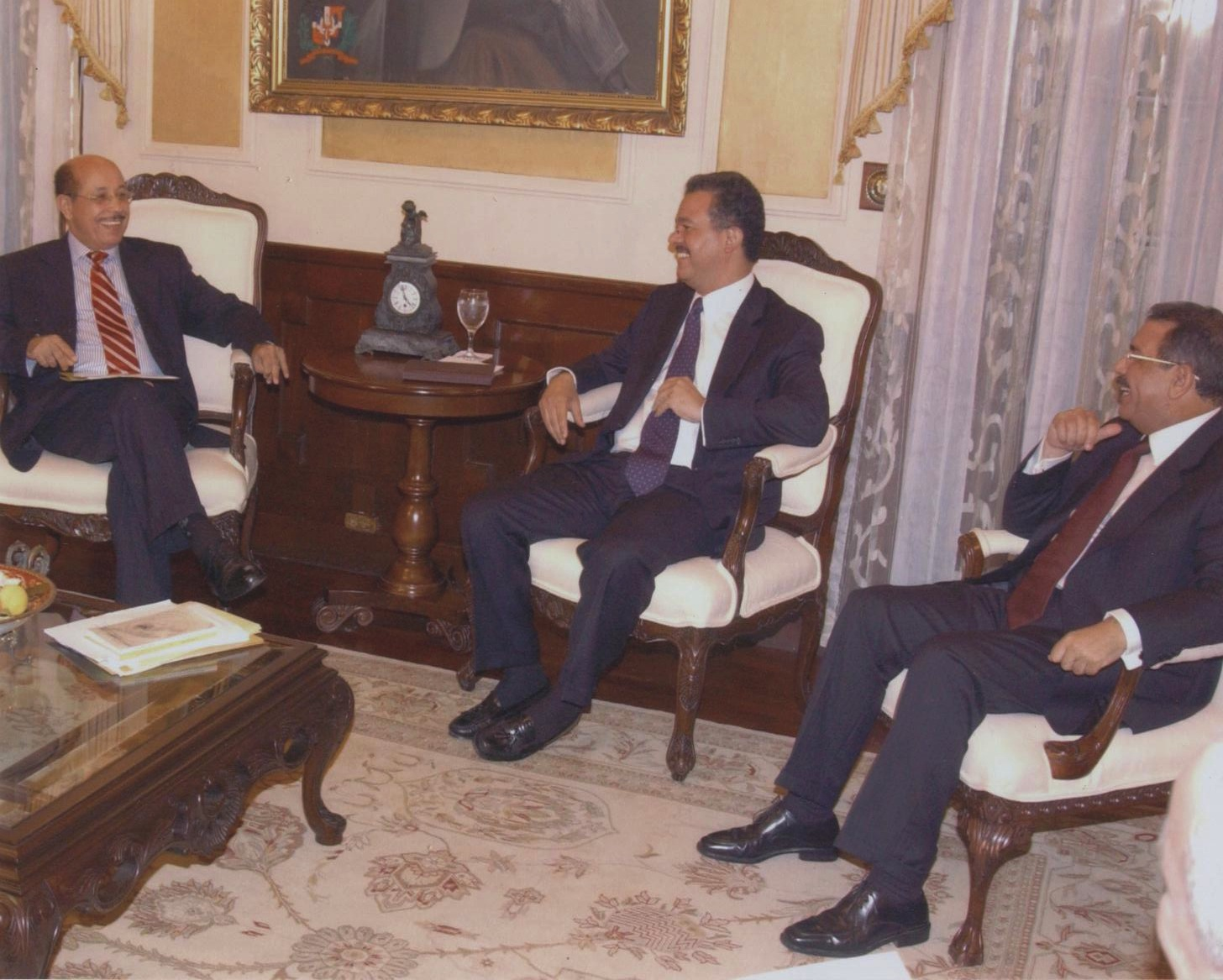
Temístocles Montás, Leonel Fernández y Danilo Medina durante una reunión con el equipo económico del gobierno dominicano en 2005.

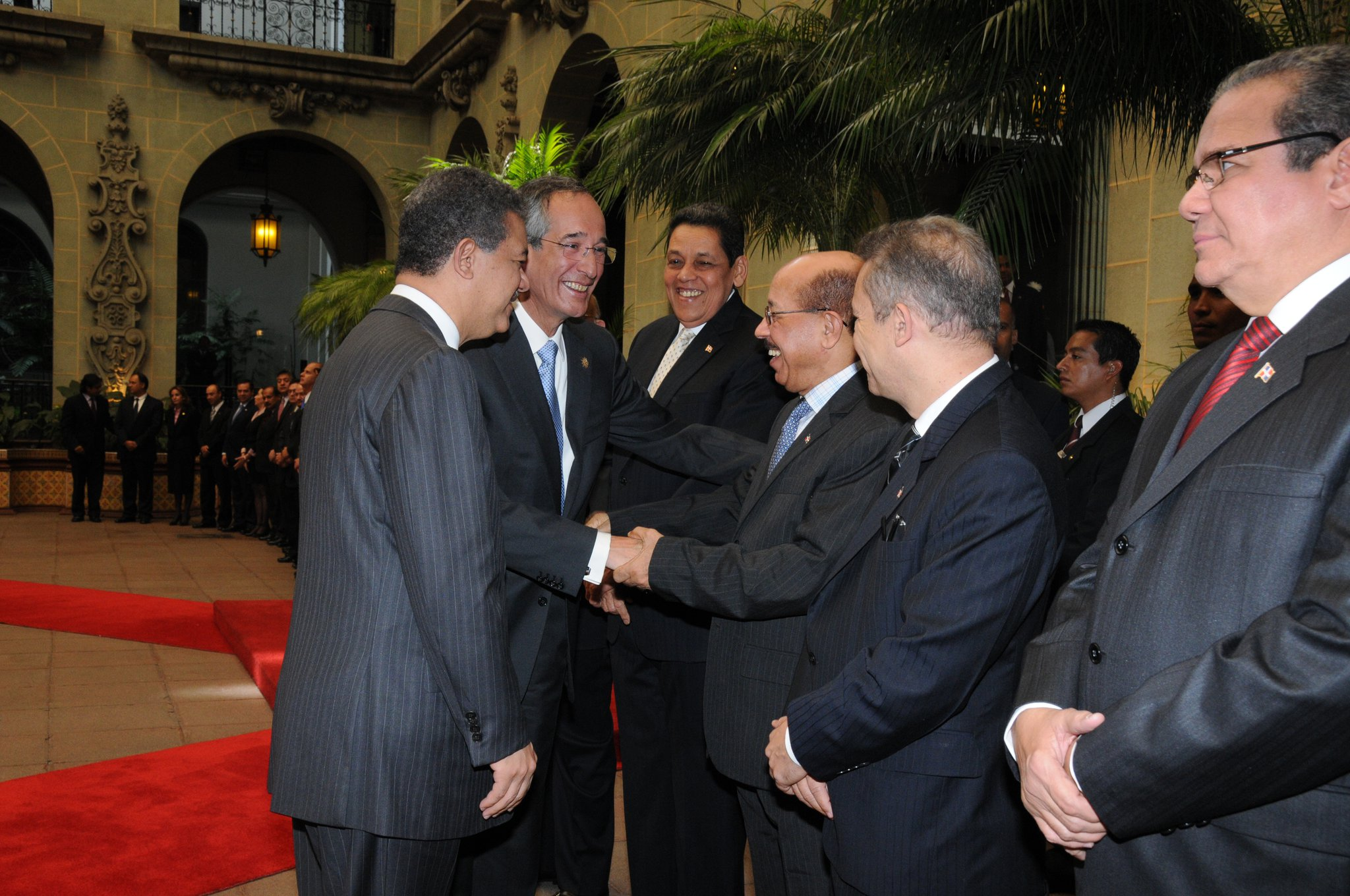
Temístocles Montás saluda al expresidente de Guatemala, Álvaro Colom durante visita oficial del expresidente Leonel Fernández a Guatemala en 2011.

En su calidad de Ministro de Economía, Planificación y Desarrollo, fue el coordinador del Equipo Económico del Gobierno Dominicano, dirigió y coordinó el proceso de formulación, gestión, seguimiento y evaluación de las políticas macroeconómicas y el desarrollo sostenible.
Así mismo, representó a la República Dominicana como Gobernador en la Junta de Gobernadores del Banco Mundial. Además representó al país como Gobernador Suplente ante el Directorio Ejecutivo del Banco Interamericano de Desarrollo (BID). Formó parte del Consejo de la Deuda Pública de ese país, miembro del Gabinete de Política Social del Gobierno Dominicano y miembro del Consejo Nacional de Implementación y Administración de Tratados. Participó en la elaboración de la política comercial externa de la República Dominicana, así como en las correspondientes negociaciones comerciales. Fungió también, como miembro ex officio del Consejo Directivo del Instituto Dominicano de las Telecomunicaciones.

### Aspiraciones presidenciales
Montás desde 2012 había expresado sus deseos de ser candidato presidencial por el Partido de la Liberación Dominicana, mas sin embargo el candidato elegido fue Danilo Medina a quien en sus inicios apoyó parcialmente. Realizó esfuerzos para conseguirse ser electo como candidato presidencial de su partido para las elecciones presidenciales del año 2016, sin embargo declinó sus aspiraciones para brindar apoyo a la reelección del presidente Danilo Medina.
Nueva vez en 2020 inició la búsqueda de la candidatura presidencial por su partido una tercera vez, participando activamente en actividades proselitistas. Junto a los precandidatos de ese partido Gonzalo Castillo, Andrés Navarro García, Francisco Domínguez Brito, Carlos Amarante Baret, Reinaldo Pared Pérez y Maritza Hernández acordaron elegir mediante encuesta quién sería agraciado con la bendición del presidente Danilo Medina al final de la recta electoral con miras a las primarias del 6 de octubre de 2019. Resultó siendo Gonzalo Castillo el denominado "delfín" del sector que lideraba Danilo Medina dentro del Partido de la Liberación Dominicana y quién ganaría la candidatura presidencial por ese partido, derivando en acusaciones de fraude por parte del expresidente Leonel Fernández que más adelante, tras la realización de varias auditorías a los equipos utilizados para el voto automatizado, se hallaron debilidades en las capas de seguridad del software que se utilizó en dichos equipos y que luego de que la Junta Central proclamara, pese a las evidencias, a Gonzalo Castillo como ganador, Fernández renunció a la presidencia y militancia del PLD y pasó a formar la Fuerza del Pueblo.

### Confirmación en el cargo
El 16 de agosto de 2012 el nuevo Presidente de la República Danilo Medina, le confirmó nueva vez en el cargo de Ministro de Economía, Planificación y Desarrollo, por lo que muchos entienden es un reconocimiento a su importante papel en el manejo de la política económica del gobierno del expresidente Leonel Fernández, caracterizada por crecimiento económico y relativa estabilidad en un contexto de crisis económica mundial.

### Ministerio de Industria y Comercio
El 16 de agosto de 2016 el presidente Danilo Medina lo designó como Ministro de Industria y Comercio.

### Presidencia temporal del PLD
Fue elegido presidente interino del PLD por el comité político de esta organización a raíz de la ruptura que significó la renuncia de su presidente y miembro fundador Leonel Fernández, posteriormente Montás fue ratificado por las bases del partido como presidente interino a través de una reunión del comité central de esta organización. De forma inmediata pronunció que esta organización buscará oponerse a la candidatura presidencial de Leonel Fernández por una coalición de partidos que formó, denominando esta fuerza política como La Fuerza Del Pueblo

## Trayectoria académica
En el ámbito académico, ha sido por más de dos décadas profesor universitario, autor de varios libros relacionados con la economía, la política y el sector eléctrico dominicano. Graduado summa cum laude de Ingeniería Química por la Universidad Autónoma de Santo Domingo, donde además fue decano de su Facultad de Ingeniería y Arquitectura cuenta con un Doctorado en Ingeniería Industrial de la Universidad Politécnica de Madrid, España. Posee maestría y posgrado en las áreas de economía, evaluación y formulación de proyectos, economía internacional, comercio exterior y finanzas internacionales, en la Universidad de Barcelona, España.
Ha sido conferencista en escenarios nacionales e internacionales. Ha desempeñado diversas funciones dentro del sector privado de la República Dominicana. Desde el año 2000 hasta el mes de agosto del 2004, ocupó la posición de Director Ejecutivo de la Fundación Global para la Democracia y el Desarrollo, la cual preside el Dr. Leonel Fernández, ex Presidente de la República Dominicana.

### Estrategia Nacional de Desarrollo
El gobierno dominicano a través del Ministerio de Economía, Planificación y Desarrollo inició un proceso de consulta y coordinación con la participación de diversos sectores de la República Dominicana para definir cuál sería el futuro del país, dando lugar a la preparación de un proyecto de la ley que se sometió al Congreso Nacional. Esta Estrategia Nacional de Desarrollo tiene por objeto definir las aspiraciones de la sociedad dominicana para el año 2030 de ser un país próspero, donde los dominicanos vivan con dignidad, seguridad y paz, con igualdad de oportunidades, democracia participativa, que sean capaces de ejercer una ciudadanía responsable y lograr la integración en una economía competitiva que aproveche recursos globales para el desarrollo sostenible. En esa jornada se procura involucrar al sector empresarial, partidos políticos, trabajadores, sindicatos y universidades.
Tras un amplio proceso de estudios, análisis, debate, consulta y creación de consensos en que participaron ciudadanos, legisladores, partidos políticos, organizaciones de la sociedad civil, instituciones del sector público, ayuntamientos, organizaciones municipales, grupos culturales, grupos de jóvenes y niños, personas adultas mayores, población con discapacidad, sindicatos, las iglesias, el Poder Judicial, organizaciones no gubernamentales, organizaciones empresariales, organizaciones comunitarias, las universidades, personas interesadas y otras instituciones, el Congreso Nacional de República Dominicana convirtió en Ley la Estrategia Nacional de Desarrollo 2030, siendo promulgada el 25 de enero de 2012.

## Escándalo del caso Odebrecth
En la mañana del 29 de mayo de 2017 Juan Temístocles Montás Domínguez fue detenido por el Ministerio Público quienes lo acusaban de ser parte del entramado de corrupción de la empresa multinacional brasileña Odebrecht. La orden de detención fue solicitada por el procurador general de la República, Jean Alain Rodríguez, quien acusó a Montas y a otras trece personas de delitos de soborno, asociación de malhechores, prevaricación, enriquecimiento ilícito y lavado de activos. Montás Domínguez fue arrestado y llevado a la cárcel del Palacio de Justicia de Ciudad Nueva por oficiales de la policía dominicana en calidad de imputado. 

### Rechazo de Habeas Corpus
El 30 de mayo de 2017, Manuel Alejandro Rodríguez y José de Jesús Bergés Martín en calidad de abogados defensores de Montás, solicitaron a la Cámara Penal del Juzgado de Primera Instancia del Distrito Nacional un recurso de habeas corpus, alegando irregularidades cometidas durante el proceso de detención de su cliente. El recurso fue rechazado.

### Orden de coerción
El 7 de junio de 2017 Juan Temístocles Montás Domínguez le fue conocida una orden de coerción de seis meses en la cárcel modelo de Najayo por su implicación en el escándalo de corrupción de la constructora brasileña Odebrecht. 
El juez de la Instrucción Especial Francisco Ortega Polanco consideró como válidos los planteamientos del Ministerio Público dictando prisión preventiva de seis meses contra Montas Domínguez al mismo tiempo que declaró el caso como complejo, dándole al Ministerio Público hasta ocho meses para construir y presentar su caso contra Montas y los otros trece implicados en el caso.

### Revelación
Temístocles Montás afirmó que en su calidad de coordinador de las campañas de su partido recibió dinero como aportes económicos de múltiples empresarios, dentro de los cuales estaba el señor Ángel Rondón (persona acusada de distribuir dinero de Odebrecht para fines de sobornos para recibir contratas del Estado y sobrevaluarlas). Esto causó revuelo en la sociedad dominicana, sin embargo la procuraduría general de la República Dominicana no pudo determinar que esas contribuciones hayan sido parte de sobornos entregados y procedió a dictar un archivo provisional en su caso. Aun así la sociedad no pasa por alto el hecho de que Temístocles Montás haya revelado que recibió dinero de Ángel Rondón para la campaña de reelección del Presidente Danilo Medina.

### Apelación
El sábado 8 de julio la segunda sala de la Suprema corte de justicia, actuando como corte de apelación por privilegios de jurisdicción dictó en audiencia pública la sentencia número 2017-3043, la cual varia la medida de coerción de prisión Preventiva a presentación periódica, y una fianza de 15 millones de pesos Dominicanos a favor de la defensa de Temistocles Montás y otros 6 imputados, en su lectura de voto disidente, la Magistrada Mirian Germán Juez presidente de la corte de apelación, argumentó que las evidencias mostradas por el Ministerio Público carecían de fundamentos precisos los cuales involucren directamente a los imputados.

### Archivo del expediente
La noche del 7 de junio del año 2018, el Ministerio público en rueda de prensa dirigida por el procurador general de la República Dominicana, declaró que luego de realizar las más profundas investigaciones, no encontraron evidencias para corroborar con algunas informaciones provenientes de Brasil, por lo que procedieron a archivar el expediente vinculante del doctor Montas así como de 8 personas más.